# Трифенштайн
Трифенштайн (нем. Triefenstein) — торговая община в Германии, в земле Бавария.
Подчиняется административному округу Нижняя Франкония. Входит в состав района Майн-Шпессарт. Население составляет 4264 человека (на 31 декабря 2013 года). Занимает площадь 25,47 км².

## География
Трифенштайн находится на Майне между городами Марктхайденфельд и Вертхайм. Части торговой общины — Хомбург-на-Майне, Ленгфурт, Реттерсхайм и Треннфельд (с монастырём Трифенштайн). Трифенштайн граничит с коммунами Марктхайденфельд, Эрленбах-Марктхайденфельд, Ремлинген, Хольцкирхен, Вертхайм и Кройцвертхайм.

## Население
По оценке на 31 декабря 2015 года население общины Трифенштайн составляет 4332 чел. 

| Дата      | 1840 | 1871 | 1900 | 1925 | 1939 | 1950 | 1961 | 1970 | 1987 | 2011 |
| --------- | ---- | ---- | ---- | ---- | ---- | ---- | ---- | ---- | ---- | ---- |
| Население | 2782 | 2528 | 2718 | 2623 | 2672 | 3850 | 4333 | 3502 | 3530 | 4266 |

| Год       | 1960 | 1970 | 1980 | 1990 | 2000 | 2009 | 2010 | 2011 | 2012 | 2013 | 2014 | 2015 |
| --------- | ---- | ---- | ---- | ---- | ---- | ---- | ---- | ---- | ---- | ---- | ---- | ---- |
| Население | 4468 | 3511 | 3486 | 3706 | 4246 | 4397 | 4340 | 4266 | 4226 | 4264 | 4303 | 4332 |